# Meridià 41 a l'oest
El meridià 41 a l'oest de Greenwich és una línia de longitud que s'estén des del pol Nord travessant l'oceà Àrtic, Groenlàndia, Amèrica del Sud, l'oceà Atlàntic, l'oceà Antàrtic, i l'Antàrtida fins al pol Sud.
El meridià 41 a l'oest forma un cercle màxim amb el meridià 139 a l'est. Com tots els altres meridians, la seva longitud correspon a una semicircumferència terrestre, uns 20.003,932 km. Al nivell de l'Equador, és a una distància del meridià de Greenwich de 4.564 km.

## De Pol a Pol
Començant en el pol Nord i dirigint-se cap al pol Sud, aquest meridià travessa:
| Coordenades                             | País, territori o mar | Notes |
| --------------------------------------- | --------------------- | --- |
| 90° 0′ N, 41° 0′ O / 90.000°N,41.000°O  | Oceà Àrtic            | |
| 83° 40′ N, 41° 0′ O / 83.667°N,41.000°O | Mar de Lincoln        | |
| 83° 10′ N, 41° 0′ O / 83.167°N,41.000°O | Groenlàndia           | |
| 82° 46′ N, 41° 0′ O / 82.767°N,41.000°O | Fiord J.P. Koch       | |
| 82° 39′ N, 41° 0′ O / 82.650°N,41.000°O | Groenlàndia           | |
| 63° 21′ N, 41° 0′ O / 63.350°N,41.000°O | Oceà Atlàntic         | |
| 2° 53′ S, 41° 0′ O / 2.883°S,41.000°O   | Brasil                | Ceará Piauí — des de 5° 21′ S, 41° 0′ O / 5.350°S,41.000°O Pernambuco — des de 8° 24′ S, 41° 0′ O / 8.400°S,41.000°O estat de Bahia — des de 8° 46′ S, 41° 0′ O / 8.767°S,41.000°O Minas Gerais — des de 15° 42′ S, 41° 0′ O / 15.700°S,41.000°O Espírito Santo — des de 18° 9′ S, 41° 0′ O / 18.150°S,41.000°O Minas Gerais — per uns 18 km des de 18° 40′ S, 41° 0′ O / 18.667°S,41.000°O Espírito Santo — des de 18° 49′ S, 41° 0′ O / 18.817°S,41.000°O Minas Gerais — des de 19° 5′ S, 41° 0′ O / 19.083°S,41.000°O Espírito Santo — des de 19° 30′ S, 41° 0′ O / 19.500°S,41.000°O Rio de Janeiro — des de 21° 16′ S, 41° 0′ O / 21.267°S,41.000°O |
| 21° 24′ S, 41° 0′ O / 21.400°S,41.000°O | Oceà Atlàntic         | Passa prop de la costa de Brasil, a l'est de São João da Barra |
| 21° 50′ S, 41° 0′ O / 21.833°S,41.000°O | Brasil                | Rio de Janeiro |
| 22° 1′ S, 41° 0′ O / 22.017°S,41.000°O  | Oceà Atlàntic         | |
| 60° 0′ S, 41° 0′ O / 60.000°S,41.000°O  | Oceà Antàrtic         | |
| 77° 39′ S, 41° 0′ O / 77.650°S,41.000°O | Antàrtida             | Antàrtida Argentina, reclamat per Argentina · Territori Antàrtic Britànic, reclamat per Regne Unit |